# Veliki komet iz leta 1664
Véliki komet iz leta 1664 (oznaka C/1664 W1) je komet, ki so ga opazili  14. decembra v letu 1664 .
Opazovali so ga lahko 61 dni. Zadnji dan opazovanja je bil 13. februarja 1665.
Njegova tirnica je bila parabolična, njen naklon pa 158,7°. Prisončje se je nahajalo na oddaljenosti 1,03 a.e. od Sonca.  Skozi prisončje se je gibal 4. decembra 1665 .